# Contea di Polk (Iowa)
La contea di Polk (in inglese Polk County) è una contea dello Stato dell'Iowa, negli Stati Uniti. La popolazione al censimento del 2000 era di 374 601 abitanti. Il capoluogo di contea è Des Moines.